# L'Écho de Paris

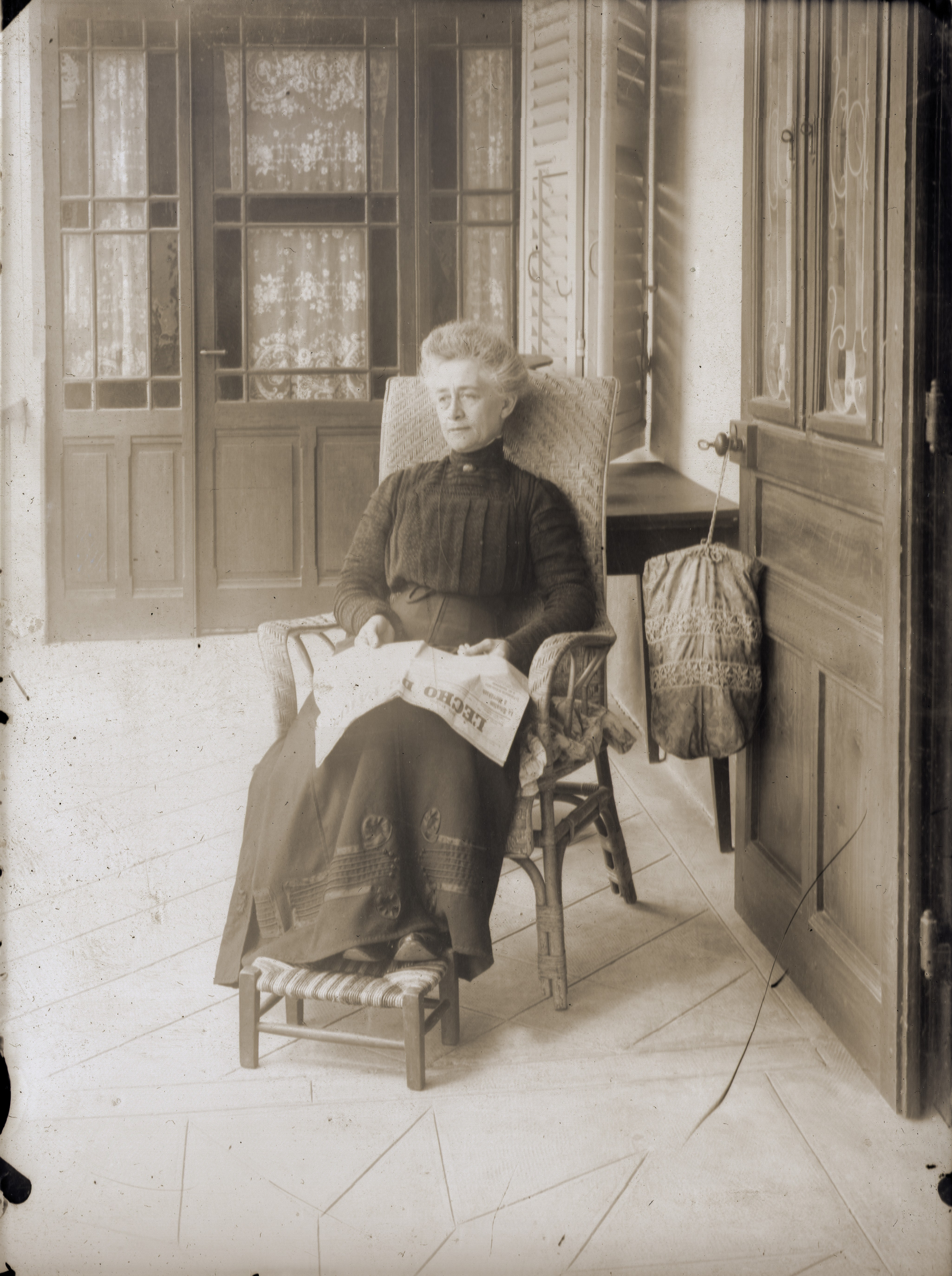
Une lectrice de lÉcho de Paris.

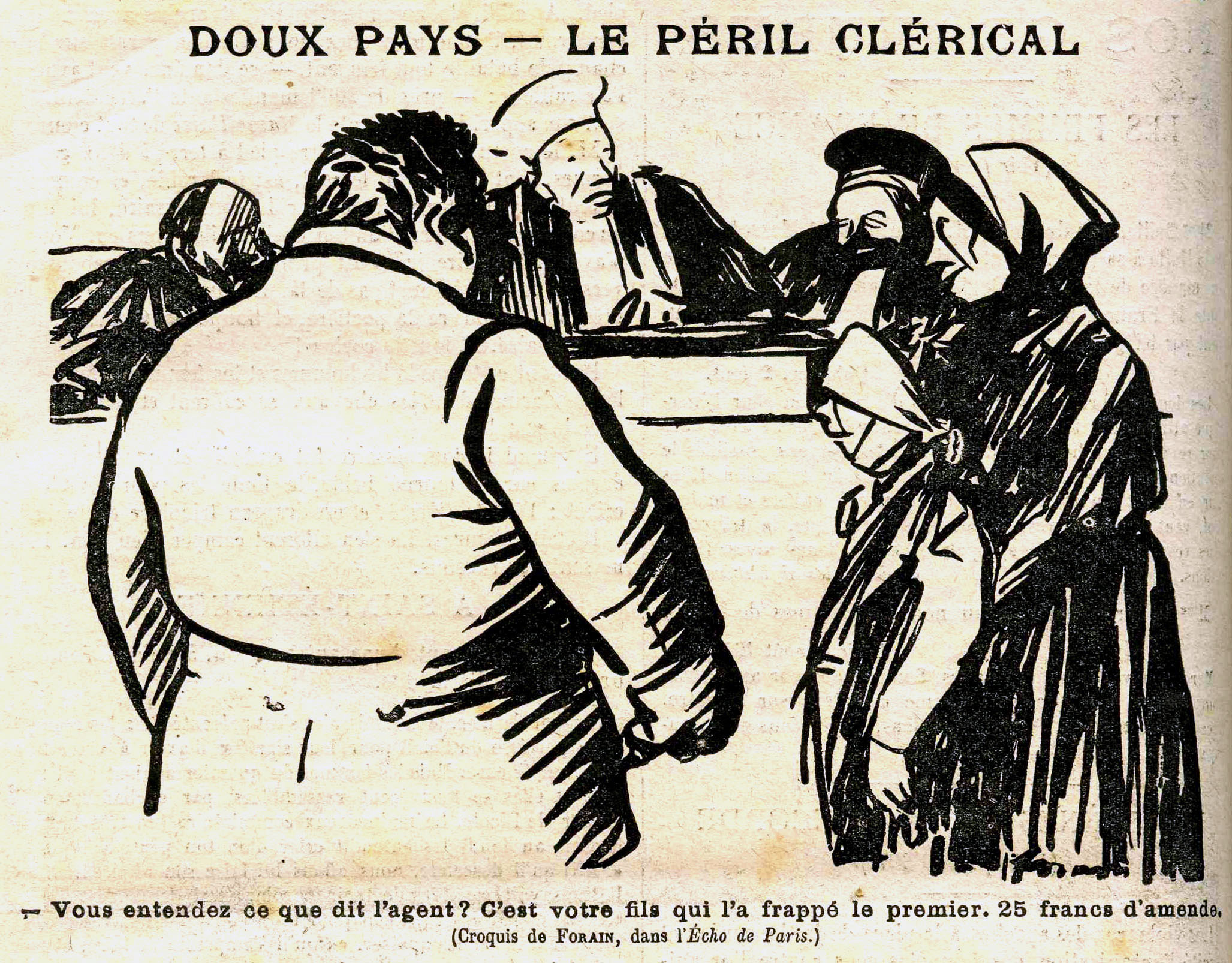
Croquis de Jean-Louis Forain pour lÉcho de Paris.

L'Écho de Paris est un quotidien français créé sous la Troisième République, publié à partir du 12 mars 1884, avec une orientation plutôt conservatrice et patriotique. Il a eu comme propriétaire le richissime Edmond Blanc (1856-1920).

## Histoire
L'Écho de Paris a été fondé le 12 mars 1884 par Valentin Simond. D'abord journal du matin, il devint journal du soir en 1885, et redevint quotidien du matin en 1888. Aurélien Scholl en est le principal rédacteur dès ses débuts et forme avec Simond le duo qui fit le succès du journal.
Henry Simond définissait son journal ainsi : « Un quotidien dont le lecteur est un prêtre, père ou frère de prêtre, et la lectrice une dame en deuil qui a son fils à Saint-Cyr ».
Octave Mirbeau y a collaboré pendant les années 1880 et y a publié en feuilleton ses romans Sébastien Roch (1890), Le Journal d'une femme de chambre (1891) et Dans le ciel (1892-1893). Le radical Georges Clemenceau y rédigea quelques articles en 1897, juste avant de prendre part à l'Affaire Dreyfus. Dans ces mêmes années le rédacteur pour la politique étrangère du quotidien est le journaliste américain Henry Vignaud.
C'est dans L'Écho de Paris que paraît en 1891 l'Enquête sur l'évolution littéraire de Jules Huret.
Un supplément illustré, L'Écho de la semaine, paraît entre 1897 et 1899.
Après la catastrophe de Courrières (1906), qui cause près d’un millier de morts dans les mines de charbon, la grève faisant tache d'huile, L'Écho de Paris, affolé, titre « Vers la Révolution ».
À la fin de la Première Guerre mondiale, à l'automne 1918, comme d'autres journaux de droite (Le Matin, L'Action française…), L'Écho de Paris fait preuve de jusqu'au-boutisme, préconisant de marcher sur Berlin pour y signer l'armistice. L'année suivante, il soutient cependant le président du Conseil Clemenceau lors de la conférence de paix, espérant mettre à genoux l'Allemagne pour de bon.
Dans les années 1930, ce journal littéraire et politique conservateur (du soir puis du matin), fut proche de la Ligue des patriotes de Paul Déroulède, puis à partir de 1936 du Parti social français. Il dénonce la renaissance du danger allemand. Son rédacteur en chef[Quand ?] était Henri de Kérillis. Le chef de la rubrique Affaires Étrangères [Quand ?] était André Géraud (Pertinax), et le chef de la rubrique des spectacles[Quand ?] était Paul Gordeaux, secondé par Pierre Lazareff. On y trouvait d'autres plumes[Quand ?], comme Raymond Cartier, Henry Bordeaux, ou encore Jérôme et Jean Tharaud.
En avril 1937, Henri de Kerillis attaque Cécile Brunschvicg suscitant la protestation de Germaine Malaterre-Sellier au directeur de L’Écho de Paris,.
Intitulé Écho de Paris jusqu'au 28 mars 1938, il prend le nom de Le Jour-Écho de Paris du fait de sa fusion avec le journal Le Jour dont le premier numéro datait du 4 octobre 1933. À partir du 12 juin 1940, le journal est publié en Zone Sud (Poitiers, Clermont-Ferrand, Marseille, puis, à nouveau Clermont-Ferrand), puis se saborde en 1942.

## Directeurs et dirigeants
- Valentin Simond
- Edmond Blanc (Député-maire)
- Paul Simond
- François Edmond-Blanc (fils d'Edmond)
- Henry Simond (1863-1937)

## Collaborateurs notoires
- Maurice Barrès
- Édouard de Castelnau
- Jean Delage
- Charles Foleÿ
- Louis Madelin
- Étienne Mairesse
- Guy de Maupassant
- Catulle Mendès
- Octave Mirbeau
- François Mitterrand, responsable de la rubrique « La Vie des étudiants » de juillet 1936 à juillet 1937[6].
- Abel Peyrouton
- Louis Piéchaud
- Jules Poignand (Montjoyeux)
- Adolphe Possien
- Jean Reibrach
- Fernand Sarnette
- Armand Silvestre
- Laurent Tailhade
- Adolphe Tavernier
- Henry Vignaud
- Fernand Xau